# Erik IX van Zweden
Erik IX Jedvardsson, bijgenaamd de Heilige (Helgj) (ca. 1120 – 18 mei 1160) volgde Sverker I op in 1156 op als koning van Zweden. In 1150 was hij al tot koning verkozen in de noordelijke delen van Zweden.
Deze vrome, ascetische man voerde verschillende kruistochten tegen de heidense Finnen. Hij verplichtte bisschop Henry (een Engelsman) van Uppsala daar te blijven en zich op de kerstening van de Finnen te richten. Hij werd na het verlaten van de mis op Hemelvaartsdag, in Uppsala vermoord door een aantal edellieden die samenzwoeren met de Deense prins Magnus Henriksson, de tegenkoning van Eriks opvolger Karel VII.
- Beschermheilige van Zweden, ondanks het feit dat hij nooit gecanoniseerd werd. Zijn feestdag is op 18 mei.[1]
- Gehuwd met: Christine Bjornsdatter
- Zoon: Knoet Eriksson (koning 1167-1195)

Erik IX werd begraven in de Kathedraal van Uppsala.
- Bibsys: 13040539
- Gemeinsame Normdatei: 123232201
- International Standard Name Identifier: 0000 0000 8592 3859
- Library of Congress Control Number: n96058693
- Nationale Bibliotheek van Israël: 987007355105805171
- Nationale Bibliotheek van Polen: a0000003513241
- LIBRIS: 184360
- Système universitaire de documentation: 196687934
- Virtual International Authority File: 2438235

Erik VI · Olaf II · Anund Jacob · Emund · Stenkil · Erik VII · Erik VIII · Halsten · Haakon · Inge I · Sven · Erik Årsäll · Filips · Inge II · Ragnvald · Magnus · Sverker I · Erik IX · Karel VII · Knoet I · Sverker II · Erik X · Johan I · Erik XI · Knoet II · Waldemar I · Magnus I · Birger I · Magnus II · Albrecht · Margaretha · Erik XIII · Christoffel · Karel VIII · Christiaan I · Johan II · Christiaan II · Gustaaf I · Erik XIV · Johan III · Sigismund · Karel IX · Gustaaf II Adolf · Christina · Karel X Gustaaf · Karel XI · Karel XII · Ulrike Eleonora · Frederik · Adolf Frederik · Gustaaf III · Gustaaf IV Adolf · Karel XIII · Karel XIV Johan · Oscar I · Karel XV · Oscar II · Gustaaf V · Gustaaf VI Adolf · Carl Gustaf XVI